# BMW Concept X6 ActiveHybrid
Das BMW Concept X6 ActiveHybrid ist ein Konzeptfahrzeug des ersten Full-Hybrid von BMW und kann bei niedriger Geschwindigkeit rein elektrisch angetrieben werden.
Das Konzeptfahrzeug feierte auf der IAA Frankfurt im September 2007 Premiere. Die Serienversion hatte ihre Präsentation auf der IAA 2009 und ihre Markteinführung im Herbst 2009.
Neben dem „V8 Twin Turbo“  mit Benzindirekteinspritzung „High Precision Injection“ ist ein aus drei Planetenradsätzen zusammengesetztes ECVT-Getriebe (Electric Continuously Variable Transmission), genannt „Two-Mode-Aktivgetriebe“, das zentrale Bauteil des BMW Concept X6 ActiveHybrid. Durch die Two-Mode-Technologie kann das Zusammenspiel von Elektromotoren und Verbrennungsmotor variiert werden. Dabei werden zwei Betriebsarten realisiert: Ein Modus steht für das Anfahren mit hoher Zugkraft und niedrigere Geschwindigkeiten zur Verfügung. Der zweite Modus ist für höhere Geschwindigkeiten optimiert.
Das Fahrzeug erweiterte die BMW-X-Modelle, damals bestehend aus dem BMW X1, BMW X3, X5 und dem BMW X6.